# Rhizotrogus guruguensis
Rhizotrogus guruguensis är en skalbaggsart som beskrevs av Baraud 1971. Rhizotrogus guruguensis ingår i släktet Rhizotrogus och familjen Melolonthidae. Inga underarter finns listade i Catalogue of Life.